# Вульфович, Теодор Юрьевич
Теодо́р Юрье́вич Вульфо́вич (10 июля 1923, Новая Бухара — 24 марта 2004, Москва)  — советский и российский кинорежиссёр и сценарист.

## Биография
Родился в Новой Бухаре (ныне Каган, Бухарская область, Узбекистан) в еврейской семье. Детство провёл в Самарканде. Отец — много гастролировавший театральный актёр и режиссёр, мать рано скончалась от болезни. В 1928 году отец женился во второй раз и с семьёй перебрался в Самару, работал в Областном театре. Теодор проводил в театре много времени, там же в возрасте 6 лет состоялся его дебют в благотворительном спектакле.
С 1930 года Вульфовичи жили в Москве, там же Теодор пошёл в школу у Никитских ворот.
С 1935 года, когда отца арестовали, жил у тётки, продолжая учёбу и самостоятельно зарабатывая на жизнь. На каникулах навещал отца, отбывавшего наказание в Вяземлаге в Смоленской области. Шестиклассником снялся в эпизодической роли в фильме «Отец и сын» (1936) М. Барской. Занимался в театральной студии, организованной студентами режиссёрского факультета ГИТИСа.
По окончании школы в 1941 году с началом Великой Отечественной войны был направлен в радиотехническое училище в Ульяновск, по окончании которого воевал на Брянском и 1-м Украинском фронтах. В звании старшего лейтенанта служил начальником связи 7-м отдельного гвардейского мотоциклетного батальона. После демобилизации в июне 1947 года вернулся в Москву.
В 1948 году сдал экзамены в Школу-студию МХАТ, но не был зачислен. Тогда же был принят на актёрское отделение во ВГИК, позже перешёл на режиссёрский факультет. По окончании в 1953 году режиссёрской мастерской Л. Кулешова и А. Хохловой работал ассистентом режиссёра, режиссёром на «Моснаучфильме». С 1958 года — на «Ленфильме». С 1967 года — режиссёр на киностудии «Мосфильм».
Автор текстов песен к фильму «Товарищ генерал».
Член ВКП(б) с 1944 года, член Союза кинематографистов СССР (Москва).
Скончался 24 марта 2004 года в Москве. Похоронен на Троекуровском кладбище.

## Фильмография
Режиссёр
- 1956 — Старт в стратосфере (научно-популярный, совместно с Н. Курихиным)
- 1958 — Если бы горы могли говорить (научно-популярный; режиссура и монтаж совместно с Н. Курихиным)
- 1958 — Последний дюйм (совместно с Н. Курихиным)
- 1960 — Мост перейти нельзя (совместно с Н. Курихиным)
- 1963 — Улица Ньютона, дом 1
- 1967 — Крепкий орешек
- 1970 — Посланники вечности
- 1973 — Товарищ генерал
- 1979 — Шествие золотых зверей
- 1983 — О странностях любви

Сценарист
- 1960 — Мост перейти нельзя (совместно с Н. Курихиным)
- 1963 — Улица Ньютона, дом 1 (совместно с Э. Радзинским)
- 1973 — Товарищ генерал (совместно с Е. Габриловичем и М. Колосовым)
- 1979 — Шествие золотых зверей (совместно с Ю. Домбровским)
- 1983 — О странностях любви (совместно с В. Витковичем, И. Мэем)

Актёр
- 1936 — Отец и сын — эпизод

## Награды
- орден Красной Звезды (9 июня 1944)[9];
- орден Отечественной войны II степени (11 марта 1945)[10];
- орден Отечественной войны I степени (19 мая 1945) [11];
- орден Отечественной войны II степени (6 апреля 1985) [12];
- медаль «За победу над Германией в Великой Отечественной войне 1941-1945 гг.» (1945);
- медаль «За взятие Берлина» (1945)[4];
- медаль «За освобождение Праги» (1945)[4].

## Комментарии
1. ↑  Театральная студия просуществовала до 1939 года, Т. Вульфович посещал её вплоть до закрытия[2].
2. ↑  Причиной незачисления в Школу-студию МХАТ, по словам Т. Вульфовича, стала развернувшаяся по всей стране антисемитская кампания[2].